# Fonte de Angeão
Fonte de Angeão est un village rattaché à la municipalité de Vagos, dans la région d'Aveiro, au Portugal.

## Géographie
Fonte de Angeão s'étend sur 9,55 km2.
La paroisse de Fonte de Angeão comprend également les villages de Gandara, de Parada de Cima et de Rines.

## Histoire
Son nom provient du latin Fons Angelanum, qui signifie la « Fontaine des Anges ».
La paroisse de Fonte de Angeão (a été créée par loi de décret le 27 juillet 1965.
La loi no 11-A/2013 du 28 janvier 2013, portant réorganisation administrative du territoire des freguesias, fusionne Fonte de Angeão avec la paroisse voisine de Covão do Lobo pour former l’União das freguesias de Fonte de Angeão e Covão do Lobo (dont le siège est à Fonte de Angeão).

## Démographie
En 2006, Fonte de Angeão compte 1 291 habitants.

## Culture
La principale fête est la Festa da nossa senhora do Livramento le 15 août.